# Calendrier de la saison de cyclo-cross féminine 2012-2013
Navigation
2011-2012 2013-2014
Le calendrier de la saison de cyclo-cross féminine 2012-2013 regroupe des courses de cyclo-cross débutant le 8 septembre 2012 et finissant le 24 février 2013 (Si l'on ne considère pas les championnats d'Australie et de Nouvelle-Zélande qui sont hors saison).

## Classements UCI
Résultats finals
| #   | Coureur                  | Pays        | Pts   |
| --- | ------------------------ | ----------- | ----- |
| 1.  | Katherine Compton        | États-Unis  | 2 420 |
| 2.  | Helen Wyman              | Royaume-Uni | 1 814 |
| 3.  | Sanne van Paassen        | Pays-Bas    | 1 730 |
| 4.  | Marianne Vos             | Pays-Bas    | 1 565 |
| 5.  | Sanne Cant               | Belgique    | 1 503 |
| 6.  | Nikki Harris             | Royaume-Uni | 1 476 |
| 7.  | Kateřina Nash            | Tchéquie    | 1 290 |
| 8.  | Jasmin Achermann         | Suisse      | 1 244 |
| 9.  | Lucie Chainel-Lefèvre    | France      | 1 231 |
| 10. | Ellen Van Loy            | Belgique    | 1 072 |
| 11. | Pavla Havlíková          | Tchéquie    | 946   |
| 12. | Christel Ferrier-Bruneau | France      | 921   |
| 13. | Gabriella Day            | Royaume-Uni | 879   |
| 14. | Sabrina Stultiens        | Pays-Bas    | 840   |
| 15. | Eva Lechner              | Italie      | 748   |
| 16. | Amy Dombroski            | États-Unis  | 729   |
| 17. | Julie Krasniak           | France      | 585   |
| 18. | Kaitlin Antonneau        | États-Unis  | 583   |
| 19. | Georgia Gould            | États-Unis  | 518   |
| 20. | Joyce Vanderbeken        | Belgique    | 515   |

| #   | Nation (élites)  | Pts   |
| --- | ---------------- | ----- |
| 1.  | Royaume-Uni      | 4 169 |
| 2.  | Pays-Bas         | 4 135 |
| 3.  | États-Unis       | 3 732 |
| 4.  | Belgique         | 3 090 |
| 5.  | France           | 2 737 |
| 6.  | Tchéquie         | 2 566 |
| 7.  | Suisse           | 1 669 |
| 8.  | Italie           | 1 379 |
| 9.  | Allemagne        | 864   |
| 10. | Canada           | 670   |
| 11. | Japon            | 524   |
| 12. | Danemark         | 509   |
| 13. | Suède            | 378   |
| 14. | Slovaquie        | 354   |
| 15. | Luxembourg       | 262   |
| 16. | Autriche         | 258   |
| 17. | Portugal         | 202   |
| 18. | Serbie           | 202   |
| 19. | Espagne          | 202   |
| 20. | Pologne          | 200   |
| 21. | Croatie          | 200   |
| 22. | Hongrie          | 200   |
| 23. | Finlande         | 200   |
| 24. | Nouvelle-Zélande | 79    |

## Calendrier

### Septembre
| Date | Épreuve                                                               | Cat. | Vainqueur                 | Équipe                               |
| ---- | --------------------------------------------------------------------- | ---- | ------------------------- | ------------------------------------ |
| 8    | Rohrbach's Ellison Park Cyclocross 1, Rochester                       | 2    | Helen Wyman               | Kona Factory                         |
| 9    | Rohrbach's Ellison Park Cyclocross 2, Rochester                       | 2    | Helen Wyman               | Kona Factory                         |
| 15   | Nittany Lion Cross 1, Breinigsville                                   | 2    | Helen Wyman               | Kona Factory                         |
| 15   | New England Cyclo-Cross Series #1 - Catamount Grand Prix 1, Williston | 2    | Crystal Anthony           | Cyclocrossworld.com                  |
| 16   | Süpercross Baden, Baden                                               | C1   | Marlène Morel-Petitgirard | VC des Cantons de Morteau-Montbenoit |
| 16   | Nittany Lion Cross 2, Breinigsville                                   | 2    | Christel Ferrier-Bruneau  | Béziers Méditerranée Cyclisme        |
| 16   | New England Cyclo-Cross Series #2 - Catamount Grand Prix 2, Williston | 2    | Crystal Anthony           | Cyclocrossworld.com                  |
| 19   | Cross After Dark Series #1 - CrossVegas, Las Vegas                    | C1   | Sanne van Paassen         | Rabobank-Giant Off-Road              |
| 22   | USGP of Cyclocross #1 - Planet Bike Cup 1, Sun Prairie                | C1   | Katherine Compton         | Trek Cyclocross                      |
| 22   | Charm City Cross 1, Baltimore                                         | 2    | Helen Wyman               | Kona Factory                         |
| 23   | Charm City Cross 2, Baltimore                                         | 2    | Helen Wyman               | Kona Factory                         |
| 23   | USGP of Cyclocross #2 - Planet Bike Cup 2, Sun Prairie                | 2    | Katherine Compton         | Trek Cyclocross                      |
| 26   | Cross After Dark Series #2 - Gateway Cross Cup, Saint-Louis           | 2    | Katherine Compton         | Trek Cyclocross                      |
| 29   | NEPCX #1 - Gran Prix of Gloucester 1, Gloucester                      | C1   | Helen Wyman               | Kona Factory                         |
| 29   | Fidea GP Neerpelt, Neerpelt                                           | 2    | Sanne Cant                | IKO Enertherm-BKCP                   |
| 30   | Vlaamse Industrieprijs Bosduin, Kalmthout                             | C1   | Nikki Harris              | Young Telenet-Fidea                  |
| 30   | Radcross Illnau, Illnau                                               | 2    | Christel Ferrier-Bruneau  | Béziers Méditerranée Cyclisme        |
| 30   | NEPCX #2 - Gran Prix of Gloucester 2, Gloucester                      | 2    | Helen Wyman               | Kona Factory                         |

### Octobre
| Date | Épreuve                                                                    | Cat. | Vainqueur             | Équipe               |
| ---- | -------------------------------------------------------------------------- | ---- | --------------------- | -------------------- |
| 6    | NEPCX #3 - Providence Cyclo-cross Festival 1, Providence                   | C1   | Helen Wyman           | Kona Factory         |
| 7    | Superprestige #1, Ruddervoorde                                             | C1   | Nikki Harris          | Young Telenet-Fidea  |
| 7    | NEPCX #4 - Providence Cyclo-cross Festival 2, Providence                   | 2    | Helen Wyman           | Kona Factory         |
| 13   | USGP of Cyclocross #3 - New Belgium Cup 1, Fort Collins                    | C1   | Katherine Compton     | Trek Cyclocross      |
| 14   | Challenge la France cycliste de cyclo-cross #1, Saverne                    | 2    | Lucie Chainel-Lefèvre |                      |
| 14   | USGP of Cyclocross #4 - New Belgium Cup 2, Fort Collins                    | 2    | Katherine Compton     | Trek Cyclocross      |
| 20   | New England Cyclo-Cross Series #3 - Downeast Cyclo-cross 1, New Gloucester | 2    | Crystal Anthony       | Cyclocrossworld.com  |
| 20   | Spooky Cross Weekend - Day 1, Fairplex Park, Pomona                        | 2    | Teal Stetson-Lee      | Luna                 |
| 21   | New England Cyclo-Cross Series #4 - Downeast Cyclo-cross 2, New Gloucester | 2    | Crystal Anthony       | Cyclocrossworld.com  |
| 21   | Spooky Cross Weekend - Day 2, Fairplex Park, Pomona                        | 2    | Elle Anderson         | LadiesFirst Racing   |
| 21   | Coupe du monde #1, Tábor                                                   | CDM  | Sanne van Paassen     | Stichting Rabo Women |
| 23   | Kiremko Nacht van Woerden, Woerden                                         | 2    | Sanne van Paassen     | Stichting Rabo Women |
| 27   | Colorado Cross Classic, Boulder                                            | 2    | Georgia Gould         | Luna                 |
| 28   | Victory Circle Graphix Boulder Cup, Boulder                                | 2    | Georgia Gould         | Luna                 |
| 28   | HPCX, Jamesburg                                                            | 2    | Arley Kemmerer        |                      |
| 28   | Coupe du monde #2, Plzeň                                                   | CDM  | Katherine Compton     | Trek Cyclocross      |

### Novembre
| Date | Épreuve                                                                     | Cat. | Vainqueur                | Équipe                        |
| ---- | --------------------------------------------------------------------------- | ---- | ------------------------ | ----------------------------- |
| 1    | Trophée Banque Bpost #1 - Koppenbergcross, Audenarde                        | C1   | Helen Wyman              | Kona Factory                  |
| 2    | Cincy3 Darkhorse Cyclo-Stampede, Covington                                  | 2    | Katherine Compton        | Trek Cyclocross               |
| 3    | NEPCX #5 - The Cycle-Smart International 1, Northampton                     | 2    | Mary McConneloug         | Kenda/Seven/Notubes           |
| 3    | Cross After Dark Series #3 - Cincy 3 - Lionhearts International, Middletown | 2    | Katherine Compton        | Trek Cyclocross               |
| 3    | Championnat d'Europe de cyclo-cross, Ipswich                                | CC   | Helen Wyman              | Royaume-Uni                   |
| 4    | Superprestige #2, Zonhoven                                                  | C1   | Sanne Cant               | IKO Enertherm-BKCP            |
| 4    | Harbin Park International, Cincinnati                                       | C1   | Katherine Compton        | Trek Cyclocross               |
| 4    | NEPCX #6 - The Cycle-Smart International 2, Northampton                     | 2    | Crystal Anthony          | Cyclocrossworld.com           |
| 10   | USGP of Cyclocross #5 - Derby City Cup 1, Louisville                        | C1   | Katherine Compton        | Trek Cyclocross               |
| 10   | Soudal Jaarmarktcross Niel, Niel                                            | 2    | Nikki Harris             | Young Telenet-Fidea           |
| 11   | Superprestige #3, Hamme-Zogge                                               | C1   | Sanne van Paassen        | Stichting Rabo Women          |
| 11   | Entega City Cross Cup, Lorsch                                               | 2    | Hanka Kupfernagel        | RusVelo Women                 |
| 11   | Internationales Radquer Frenkendorf, Frenkendorf                            | 2    | Jasmin Achermann         | Rapha-Focus                   |
| 11   | USGP of Cyclocross #6 - Derby City Cup 2, Louisville                        | 2    | Katherine Compton        | Trek Cyclocross               |
| 16   | Jingle Cross Rock 1, Iowa City                                              | 2    | Helen Wyman              | Kona Factory                  |
| 17   | Jingle Cross Rock 2, Iowa City                                              | 2    | Helen Wyman              | Kona Factory                  |
| 18   | Superprestige #4, Gavere                                                    | C1   | Nikki Harris             | Young Telenet-Fidea           |
| 18   | Jingle Cross Rock 3, Iowa City                                              | C1   | Helen Wyman              | Kona Factory                  |
| 18   | Shinshu Cyclocross Nobeyama Kogen Round, Nagano                             | 2    | Ayako Toyooka            |                               |
| 18   | Challenge la France cycliste de cyclo-cross #2, Besançon                    | 2    | Christel Ferrier-Bruneau | Béziers Méditerranée Cyclisme |
| 18   | Flückiger Cross Madiswil, Madiswil                                          | 2    | Jasmin Achermann         | Rapha-Focus                   |
| 18   | BC Grand Prix of Cyclo-cross, Surrey                                        | 2    | Mical Dyck               | Stan's No Tubes               |
| 24   | New England Cyclo-Cross Series #5 - Baystate Cyclo-cross 1, Sterling        | 2    | Crystal Anthony          | Cyclocrossworld.com           |
| 24   | Coupe du monde #3, Coxyde                                                   | CDM  | Katherine Compton        | Trek Cyclocross               |
| 25   | Superprestige #5, Gieten                                                    | C1   | Helen Wyman              | Kona Factory                  |
| 25   | New England Cyclo-Cross Series #6 - Baystate Cyclo-cross 2, Sterling        | 2    | Elle Anderson            | LadiesFirst Racing            |
| 25   | Kansai Cyclo-cross Yasu Round, Yasu City                                    | 2    | Ayako Toyooka            |                               |

### Décembre
| Date | Épreuve                                                     | Cat. | Vainqueur              | Équipe               |
| ---- | ----------------------------------------------------------- | ---- | ---------------------- | -------------------- |
| 1    | NEPCX #7 - NBX Gran Prix of Cross 1, Warwick                | 2    | Laura Van Gilder       | Mellow Mushroom      |
| 1    | Cross After Dark Series #4 - CXLA Weekend 1, Los Angeles    | 2    | Kateřina Nash          | Luna                 |
| 2    | CXLA Weekend 2, Los Angeles                                 | 2    | Kateřina Nash          | Luna                 |
| 2    | NEPCX #8 - NBX Gran Prix of Cross 2, Warwick                | 2    | Laura Van Gilder       | Mellow Mushroom      |
| 2    | Coupe du monde #4, Roubaix                                  | CDM  | Katherine Compton      | Trek Cyclocross      |
| 8    | USGP of Cyclocross #7 - Deschutes Cup 1, Bend               | C1   | Kateřina Nash          | Luna                 |
| 8    | Soudal Scheldecross Anvers, Anvers                          | C1   | Katherine Compton      | Trek Cyclocross      |
| 8    | Whitmore's Landscaping Super Cross Cup 1, East Meadow       | 2    | Laura Van Gilder       | Mellow Mushroom      |
| 8    | Ciclocross del Ponte, Oderzo                                | 2    | Jasmin Achermann       | Rapha-Focus          |
| 9    | Druivencross, Overijse                                      | C1   | Katherine Compton      | Trek Cyclocross      |
| 9    | Challenge la France cycliste de cyclo-cross #3, Pontchâteau | 2    | Pauline Ferrand-Prévot |                      |
| 9    | 38. Frankfurter Rad-Cross, Francfort-sur-le-Main            | 2    | Hanka Kupfernagel      | RusVelo Women        |
| 9    | Whitmore's Landscaping Super Cross Cup 2, East Meadow       | 2    | Laura Van Gilder       | Mellow Mushroom      |
| 9    | USGP of Cyclocross #8 - Deschutes Cup 2, Bend               | 2    | Kateřina Nash          | Luna                 |
| 15   | North Carolina Grand Prix 1, Hendersonville                 | 2    | Amanda Carey           |                      |
| 16   | Soudal Cyclocross Leuven                                    | C1   | Sanne Cant             | IKO Enertherm-BKCP   |
| 16   | North Carolina Grand Prix 2, Hendersonville                 | 2    | Amanda Carey           |                      |
| 22   | Trophée Banque Bpost #2 - GP Rouwmoer, Essen                | C1   | Sanne Cant             | IKO Enertherm-BKCP   |
| 23   | Coupe du monde #5, Namur                                    | CDM  | Katherine Compton      | Trek Cyclocross      |
| 26   | Internationales Radquer Dagmersellen, Dagmersellen          | 2    | Katrin Leumann         |                      |
| 26   | Coupe du monde #6, Heusden-Zolder                           | CDM  | Marianne Vos           | Stichting Rabo Women |
| 28   | Trophée Banque Bpost #3 - Azencross, Loenhout               | C1   | Sanne Cant             | IKO Enertherm-BKCP   |
| 30   | Superprestige #6, Diegem                                    | C1   | Kateřina Nash          | Luna                 |
| 30   | GP 5 Sterne Region, Beromünster                             | 2    | Jasmin Achermann       | Rapha-Focus          |

### Janvier
| Date | Épreuve                                                        | Cat. | Vainqueur      | Équipe                       |
| ---- | -------------------------------------------------------------- | ---- | -------------- | ---------------------------- |
| 1    | Trophée Banque Bpost #6 - Grand Prix Sven Nys, Baal            | C1   | Kateřina Nash  | Luna                         |
| 1    | Grand Prix Hotel Threeland, Pétange                            | 2    | Marianne Vos   | Rabobank Liv/Giant           |
| 2    | Cyclo Cross Bussnang, Beromünster                              | 2    | Katrin Leumann |                              |
| 3    | Internationale Centrumcross van Surhuisterveen, Surhuisterveen | 2    | Marianne Vos   | Rabobank Liv/Giant           |
| 5    | Chicago Cyclocross Cup New Year's Resolution 1, Bloomingdale   | 2    | Elle Anderson  | LadiesFirst Racing           |
| 6    | Coupe du monde #7, Rome                                        | CDM  | Marianne Vos   | Rabobank Liv/Giant           |
| 6    | Chicago Cyclocross Cup New Year's Resolution 2, Bloomingdale   | 2    | Arley Kemmerer | C3-Athletes Serving Athletes |
| 14   | Cyclocross Otegem, Otegem                                      | 2    | Marianne Vos   | Rabobank Liv/Giant           |
| 19   | Internationale Cyclo-Cross Rucphen, Rucphen                    | 2    | Marianne Vos   | Rabobank Liv/Giant           |
| 20   | Coupe du monde #8, Hoogerheide                                 | CDM  | Marianne Vos   | Rabobank Liv/Giant           |
| 26   | Cincinnati Kings International, Cincinnati                     | 2    | Kateřina Nash  | Luna                         |
| 27   | 35° Gran Premio Mamma E Papa Guerciotti AM, Milan              | 2    | Eva Lechner    |                              |

### Février
| Date | Épreuve                                                            | Cat. | Vainqueur         | Équipe               |
| ---- | ------------------------------------------------------------------ | ---- | ----------------- | -------------------- |
| 2    | Championnats du monde de cyclo-cross, Louisville                   | CM   | Marianne Vos      | Pays-Bas             |
| 9    | Trophée Banque Bpost #5 - Krawatencross, Lille                     | C1   | Marianne Vos      | Rabobank Liv/Giant   |
| 10   | Superprestige #7, Hoogstraten                                      | C1   | Sanne Cant        | IKO Enertherm-BKCP   |
| 16   | Superprestige #8, Middelkerke                                      | C1   | Sanne Cant        | IKO Enertherm-BKCP   |
| 17   | Boels Classic Internationale Cyclo-cross Heerlen, Heerlen          | C1   | Sanne van Paassen | Stichting Rabo Women |
| 23   | Cauberg Cyclo-cross, Fauquemont-sur-Gueule                         | C1   | Ellen Van Loy     | Melbotech Prorace    |
| 24   | Trophée Banque Bpost #6 - Internationale Sluitingsprijs, Oostmalle | C1   | Sanne Cant        | IKO Enertherm-BKCP   |

## Championnats nationaux (CN)
Différentes championnes de la saison 2012-2013
| Nation                          | Élites femmes         |
| ------------------------------- | --------------------- |
| Allemagne 13 janvier 2013       | Trixi Worrack         |
| Australie 10 août 2013          | Lisa Jacobs           |
| Autriche 13 janvier 2013        | Nadja Heigl           |
| Belgique 13 janvier 2013        | Sanne Cant            |
| Canada 17 novembre 2012         | Mical Dyck            |
| Croatie 13 janvier 2013         | Antonela Ferenčić     |
| Danemark 13 janvier 2013        | Margriet Kloppenburg  |
| Espagne 13 janvier 2013         | Lucia González Blanco |
| États-Unis 13 janvier 2013      | Katherine Compton     |
| Finlande 14 octobre 2012        | Maija Rossi           |
| France 13 janvier 2013          | Lucie Chainel-Lefèvre |
| Grande-Bretagne 13 janvier 2013 | Nikki Harris          |
| Hongrie 12 janvier 2013         | Anita Orosz           |

| Nation                             | Élites femmes        |
| ---------------------------------- | -------------------- |
| Italie 13 janvier 2013             | Eva Lechner          |
| Japon 9 décembre 2012              | Sakiko Miyauchi      |
| Luxembourg 13 janvier 2013         | Christine Majerus    |
| Nouvelle-Zélande 24 août 2013      | Jennifer Makgill     |
| Pays-Bas 13 janvier 2013           | Marianne Vos         |
| Pologne 13 janvier 2013            | Magdalena Pyrgies    |
| Portugal 13 janvier 2013           | Isabel Caetano       |
| République-tchèque 8 décembre 2012 | Pavla Havlíková      |
| Serbie 19 janvier 2013             | Jovana Crnogorac     |
| Slovaquie 16 décembre 2012         | Tereza Medvedová     |
| Suède 3 novembre 2012              | Åsa Maria Erlandsson |
| Suisse 13 janvier 2013             | Jasmin Achermann     |